# Leptobatopsis mongolica
Leptobatopsis mongolica är en stekelart som först beskrevs av Meyer 1932.  Leptobatopsis mongolica ingår i släktet Leptobatopsis och familjen brokparasitsteklar. Inga underarter finns listade i Catalogue of Life.